# ماشین‌های مستعمل
ماشین‌های مستعمل (انگلیسی: Used Cars) یک فیلم در ژانر کمدی به کارگردانی رابرت زمکیس است که در سال ۱۹۸۰ منتشر شد.

## بازیگران
- کرت راسل
- جک واردن
- گریت گراهام
- ال لویس
- آلفونسو آرائو
- دیوید لندر
- فرانک مک‌ری
- مارک مک‌کلور
- مایکل مک‌کین
- دیک میلر
- بتی توماس
- ترنس ناکس
- جیمی کارتر
- وندی جو اسپربر